# Fesches-le-Châtel
 Fesches-le-Châtel  es una población y comuna francesa, en la región de Franco Condado, departamento de Doubs, en el distrito de Montbéliard y cantón de Étupes.

## Demografía
| 2482 | 2346 | 2288 | 2263 | 2118 | 2167 |
| Para los censos de 1962 a 1999 la población legal corresponde a la población sin duplicidades (Fuente: INSEE [Consultar]) |      |      |      |      |      |